# Togu Domu Nauli
Togu Domu Nauli is een bestuurslaag in het regentschap Simalungun van de provincie Noord-Sumatra, Indonesië. Togu Domu Nauli telt 665 inwoners (volkstelling 2010).